# Marcelo Freixo
Marcelo Ribeiro Freixo, né le 12 avril 1967 à São Gonçalo est un politicien brésilien. Membre du Parti socialiste brésilien (PSB), il est élu député fédéral pour la première fois en 2018 pour l'état de Rio de Janeiro.

## Vie personnelle
Marcelo Freixo est professeur d'Histoire.
Il est père de deux enfants.

## Carrière politique
En 2005, il rejoint le Parti socialisme et liberté (PSOL).
En 2012, il est candidat à la Mairie de Rio de Janeiro. Il est battu au premier tour, terminant second et remportant 28,15 % des voix face à Eduardo Paes (MDB).
En 2016, il est à nouveau candidat. Il est à nouveau défait, cette fois-ci au second tour, remportant 40,64 % des voix face à Marcelo Crivella (REP).
En 2018, il est élu député fédéral. Il obtient 342 491 votes, le deuxième plus grand nombre de voix dans l'état de Rio de Janeiro.
Il est candidat à la Présidence de la Chambre des députés. Il termine troisième, recevant 50 voix.
En 2021, il quitte le PSOL et rejoint le PSB. Il est le leader de la minorité à la Chambre des députés face à la majorité soutenant le Président Jair Bolsonaro.

### Candidature au poste de Gouverneur de Rio de Janeiro
En 2021, il considère la possibilité d'être candidat au poste de Gouverneur de l’État de Rio de Janeiro lors des élections de 2022. Il souhaite réunir largement autour de sa candidature, sous l'étiquette du PSB, des partis comme le PT, le PCdoB, le PSD avec l'objectif de battre les soutiens du Président Bolsonaro, ces derniers dirigeant alors l'état.
A l'été 2022, sa candidature est officialisée. Cesar Maia (PSDB) est son colistier.